# Iceberg Slim
Pour les articles homonymes, voir Robert Beck (homonymie) et Beck.
Œuvres principales
- Pimp : mémoires d'un maquereau

Iceberg Slim, alias Robert Beck, et de son vrai nom Robert Lee Maupin, né le 4 août 1918 à Chicago et mort le 28 avril 1992, est un écrivain américain, auteur de roman noir.
Dans la seconde moitié du XXe siècle, il est l'un des écrivains afro-américains les plus influents grâce à la publication de Pimp, son autobiographie parue en 1967, où il expose sa vie de proxénète (pimp signifiant littéralement « mac »). Ses descriptions crues et réalistes du milieu sordide et très violent où il évoluait (il battait « ses » prostituées avec un cintre en fer qu'il avait torsadé) exercent alors une grande influence sur la culture afro-américaine et sur le hip-hop en particulier (par exemple, sur des rappeurs comme Ice-T ou Ice Cube, qui lui doivent leur pseudonyme). L’écrivaine américaine Sapphire, qui a préfacé l'édition française de Pimp, écrit : « Quelle que soit la désapprobation que nous inspirent sa violente misogynie ou son analyse défaitiste des possibilités de progrès social pour les Noirs, nous sommes obligés de reconnaître qu'il y a une vérité à découvrir dans l'histoire de cet homme. »

## Biographie
Iceberg Slim passe la majeure partie de son enfance à Milwaukee et Rockford (Illinois) avant de retourner à Chicago à l'adolescence. Abandonnée par son mari, sa mère travaillait comme domestique et a tenu un salon de beauté. « Elle s'efforçait de maintenir en moi un peu de l'amour et du respect qu'elle m'avait inspiré à Rockford. Mais j'en avais trop vu, j'avais trop souffert. La jungle avait commencé à insuffler en moi son amertume et sa férocité. » Il évoquera le psychiatre d'une prison qui avait peut-être raison quand il lui avait dit qu'il était devenu maquereau à cause de la haine inconsciente qu'il vouait à sa mère à la suite des mauvais traitements de son père. Il relate également des abus sexuels commis par sa nourrice alors qu'il avait trois ans (c'est d'ailleurs par le récit de ces attouchements qu'il commence son autobiographie).
Au milieu des années 1930, il s'essaie brièvement à des études universitaires au Tuskegee Institute, un des premiers établissements d'enseignement supérieur destinés aux Noirs. À dix-huit ans, il adopte son pseudonyme d'Iceberg Slim et reste souteneur dans la région de Chicago jusqu'à l'âge de quarante-deux ans. Il est incarcéré plusieurs fois et, après avoir passé dix mois seul dans une « cellule de confinement », à la maison de correction de Cook County, il décide de se ranger et de se consacrer à l'écriture à partir de 1960.
Il déménage ensuite en Californie afin de mener une vie « normale ». Il y adopte le nom de Robert Beck, utilisant le patronyme du mari de sa mère.
Dans Mama Black Widow, il décrit la vie d'un travesti noir.

## Œuvres

### Romans
- (en) Trick Baby : The Story of a White Negro, Los Angeles, Holloway House, 1967 (OCLC 30756824) Publié en français sous le titre Trick Baby, traduit par Gérard Henri, Paris, Éditions de l'Olivier, coll. « Soul fiction », 1999  (ISBN 2-87929-166-6)
- Mama Black Widow (1969) Publié en français sous le titre Mama Black Widow, traduit par Gérard Henri, Paris, Éditions de l'Olivier, coll. « Soul fiction », 2000  (ISBN 2-87929-226-3) ; réédition, Paris, Éditions de l'Olivier, coll. « Petite bibliothèque de l'olivier » no 37, 2002  (ISBN 2-87929-339-1) ; réédition, Paris, Points. Roman noir no P2514, 2010  (ISBN 978-2-7578-2020-9)  Pimp + Trick Baby + Mama Black Widow. [Recueil]. Éditions de l'Olivier, 2012.  (ISBN 978-2823600872)
- Long White Con: The Biggest Score in His Life! (1977)
- Death Wish: A Story of the Mafia (1988)
- The Naked Soul of Iceberg Slim: Robert Beck's Real Story (1993) Publié en français sous le titre Du temps où j'étais mac, traduit par Clélia Laventure, Paris, Éditions Belfond, coll. « Vintage », 2015  (ISBN 2-71445-676-6)
- Doom Fox (écrit en 1978 et publié en octobre 1998)

### Autobiographie romancée
- (en) Pimp : The Story of my Life, Los Angeles, Holloway House, 1967 (OCLC 19603850) Publié en français sous le titre Pimp : mémoires d'un maquereau, traduit par Jean-François Ménard, Paris, Éditions de l'Olivier, coll. « Soul fiction », 1998  (ISBN 2-87929-139-9) ; réédition, Paris, Éditions de l'Olivier, coll. « Petite bibliothèque américaine » no 27, 2001  (ISBN 2-87929-303-0) ; réédition, Paris, Points. Roman noir no P2050, 2008  (ISBN 978-2-7578-1095-8)

### Recueil de nouvelles
- Airtight Willie & Me (1985)